# Songs About Fucking
Songs About Fucking (с англ. — «Песни про еблю») — второй и последний студийный альбом нойз-рок группы Big Black, вышедший в 1987 году. Диск находится на 54-м месте в «Топе-100 альбомов 80-х» по версии Pitchfork Media. В альбом включены каверы на песни «The Model» группы Kraftwerk и «He’s a Whore» группы Cheap Trick.

## Создание и запись
Стив Альбини сказал, что Songs About Fucking — тот альбом Big Black, которым он больше всего доволен. В интервью 1992 года журналу Maximumrocknroll Альбини сказал:
Самой лучшей была сторона 1 "Songs About Fucking". Мне очень понравилось то, как мы это сделали. Мы просто заскочили в студию, быстро записали все песни и выскочили. Это не заняло много времени, не стоило много, просто всё получилось гладко. Сторону 2 мы записывали более неторопливо, и я думаю, что это не пошло нам на пользу. И эта песня Cheap Trick попала на плёнку и на CD случайно, и мы просто её оставили.

## Список композиций
Все песни написаны Big Black, за исключением «The Model» и «He’s a Whore».
1. «The Power of Independent Trucking» — 1:27
2. «The Model» — 2:34 (Карл Бартос, Ральф Хюттер, Эмиль Шульт[англ.])
3. «Bad Penny» — 2:33
4. «L Dopa» — 1:40
5. «Precious Thing» — 2:20
6. «Colombian Necktie» — 2:14
7. «Kitty Empire» — 4:01
8. «Ergot» — 2:27
9. «Kasimir S. Pulaski Day» — 2:28
10. «Fish Fry» — 2:06
11. «Pavement Saw» — 2:12
12. «Tiny, King of the Jews» — 2:31
13. «Bombastic Intro» — 0:35
14. «He’s a Whore» — 2:37* (Рик Нильсен[англ.])

*трек доступен только на reissue-версии CD

## Участники записи
- Дэйв Райли (англ. Dave Riley) — бас-гитара

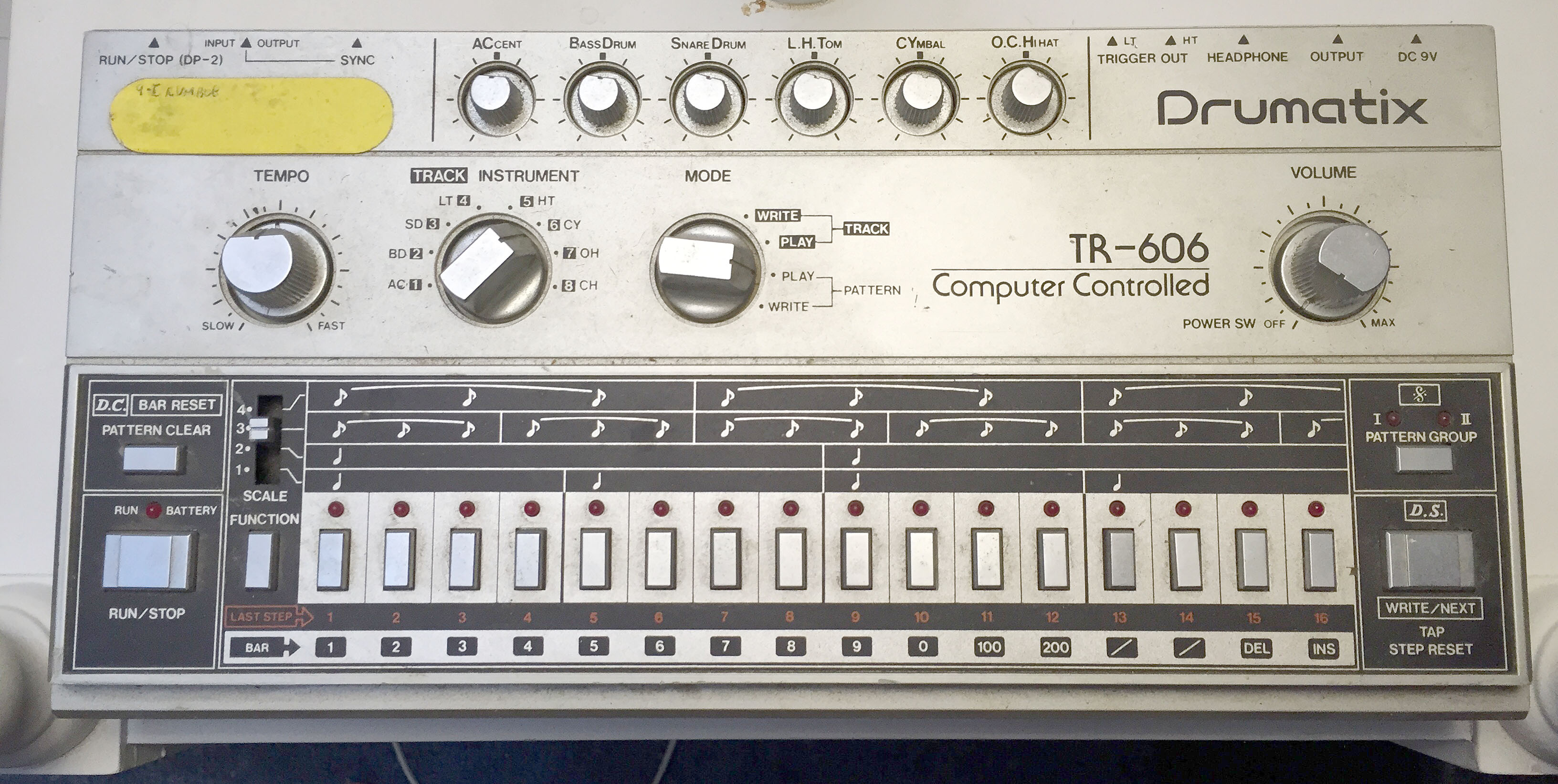
Аналоговая драм-машина Roland TR-606

- Сантьяго Дуранго (англ. Santiago Durango) (указан как Melvin Belli) — гитара
- Стив Альбини — гитара, вокал
- Roland TR-606[англ.] — ударные